# Avenida Alejandro Fleming
Avenida Alejandro Fleming, también denotada como Avenida Alexander Fleming, es una calle de la comuna de Las Condes, en la zona oriente de la ciudad de Santiago de Chile. Nace en la desviación de la Avenida Isabel La Católica y termina en las puertas de la comunidad Cerro Apoquindo, donde continúa como vía privada.
- Datos: Q5713292
- Multimedia: Avenida Alejandro Fleming / Q5713292